# Hoogeveense Vaart
De Hoogeveense Vaart met de verlenging Verlengde Hoogeveense Vaart is een kanaal in de Nederlandse provincie Drenthe dat loopt van het Meppelerdiep bij Meppel tot de Duitse grens bij Zwartemeer. Er is niet veel professionele binnenvaart, voornamelijk wordt er grind, ijzer en kunstmest over vervoerd.
Een klein deel van de Verlengde Hoogeveense Vaart ligt in Duitsland, waar het Schöninghsdorf-Hoogeveenkanaal wordt genoemd. Dit kanaal mondt uit in het Zuid-Noordkanaal in Schöninghsdorf, gemeente Twist. Dit deel van het kanaal wordt thans niet meer bevaren en heeft uitsluitend een functie voor de afwatering.

## Middeleeuwen
De benedenloop van het Oude Diep is al vanaf de middeleeuwen aantoonbaar in gebruik als vaarwater. Zo kon er bijvoorbeeld materiaal worden aangevoerd tot enige honderden meters achter het Huis te Echten. Deze benedenloop werd al vanaf het eerste kwart van de 17e eeuw gebruikt voor de turfvaart, toen Jan van Buijren begon met de turfgraverij in het Lageveen. Roelof van Echten nam die turfgraverij over. Er zijn in 1627 twee verlaten in de benedenloop aantoonbaar. We weten echter niet of die gezet zijn door Jan van Buijren of door Roelof van Echten. In 1632 of 1633 werd het gedeelte tussen Echten en Hoogeveen gegraven en van verlaten voorzien. Dat gebeurde in opdracht van de Compagnie van de 5000 Morgen. Toen pas was er sprake van een Hoogeveense Vaart, in die zin dat er een vaart lag tot Hoogeveen. Het water liep toen van Hoogeveen, ten zuiden van het Huis te Echten, naar Meppel, waar het in het Meppelerdiep uitmondde. Nog in 1637 was deze vaart niet klaar. De uiteindelijke bouwers van de vaart en haar kunstwerken waren dan ook de gezamenlijke participanten van de Compagnie van de 5000 Morgen. Het tracé tussen Echten en Meppel volgde grotendeels de loop van het Oude- of Echtense Diep. Voor de verbreding van het kanaal in de jaren 70 en 80 van de twintigste eeuw waren hier nog vrij veel bochten in het tracé.

## Verlenging in 19e eeuw
Bij Koninklijk Besluit van 12 maart 1852 werd aan enkele Hollandse en Drentse heren vergunning verleend tot het oprichten van een Maatschappij ter overneming, verlenging en verbetering van de Hoogeveense Vaart, die zich moest uitstrekken tot in de Noord- en Zuidbarger venen (gemeente Emmen), met een zuidelijke zijtak tot in de gracht van Coevorden en een noordelijke zijtak naar de Beilervaart.
Nadat de provincie en de belanghebbende gemeenten aandelen in de maatschappij hadden genomen en daarbovenop nog een provinciale subsidie was toegezegd, werd nog in hetzelfde jaar met de werkzaamheden begonnen. In 1856 werd de commissie in zoverre gewijzigd, dat de maatschappij ontheven werd van het graven van een kanaal naar Coevorden en van de eventuele verandering van de waterleiding naar Beilen in een scheepvaartkanaal. Toen in 1858 het kanaal de venen van Noord- en Zuidbarge tot op 2800 ellen was genaderd, verbond zich de maatschappij, om binnen 8 jaren, nadat het kanaal de venen zou hebben bereikt, het in oostelijke richting 6400 ellen te verlengen, en uit die verlenging een zijtak te graven naar het Amsterdamscheveld, met voornemen het kanaal door te graven tot de Hannoverse grenzen. In 1860 zijn die overgebleven 2800 ellen afgewerkt, en is het kanaal nog 400 ellen in de venen verlengd. Het eerste met turf beladen vaartuig voer op 5 december van dat jaar uit de Bargermarke het kanaal af. In 1861 waren al de werken tot verlenging in de venen van Noordbarge en Zuidbarge evenals de zijtak naar het Amsterdamscheveld voltooid. In 1863 werd het kanaal nog eens met 1950 el verlengd.
De gewone gevolgen van het graven van kanalen in woeste gronden bleven ook hier niet achter. De streek waardoor de Verlengde Hoogeveense Vaart loopt, ontwikkelde zich hoe langer hoe meer. Zo ontstonden er nieuwe veenkoloniën zoals Noordscheschut, Nieuweroord, Geesbrug en Bumaveen (tegenwoordig Nieuw-Amsterdam en Veenoord).

## Bruggen en sluizen
Sinds 18 juni 2009 worden de bruggen en sluizen op de Hoogeveense Vaart en Industriehaven Hoogeveen op afstand bediend vanuit de bedieningspost Nieuwebrugsluis te Hoogeveen. De kunstwerken zijn bereikbaar vanaf Hoogeveen op VHF-kanaal 18 en komende vanaf Meppel op VHF-kanaal 84. Het betreft de volgende objecten:
- Staphorster Stouwebrug
- Rogatbrug
- Rogatsluis
- Ossesluis
- Nieuwebrugsluis
- Vlinderbrug
- Tweelandebrug
- Fietsbrug Krakeel
- Edisonbrug

## Kenmerken van de vaarweg
De vaarweg heeft niet over het hele traject dezelfde afmetingen, waardoor sommige schepen slechts een deel van het kanaal kunnen gebruiken. Vanaf het Meppelerdiep tot aan de Industriehaven Hoogeveen is CEMT-klasse II. Hiervan heeft het deel vanaf het Meppelerdiep tot de Rogatsluis een vaardiepte van KP -3,50 m. Toegestaan zijn schepen van maximaal 65 m lengte, 7,30 m breed en met een diepgang van 2,20 m. Vanaf de Rogatsluis tot de Industriehaven Hoogeveen heeft een vaardiepte tussen KP -3,40 m en -3,00 m. Toegestaan zijn schepen van maximaal 65 m lengte, 6,70 m breed en met een diepgang van 2,20 m.
De Verlengde Hoogeveense Vaart begint bij de Industriehaven Hoogeveen en is tot aan het centrum van Klazienaveen CEMT-klasse I. Toegestaan zijn schepen van maximaal 40 m lengte, 5,85 m breed. De maximaal toegestane diepgang tot aan de haven van Veenoord is 1,50 m. Vanaf de haven van Veenoord tot aan de Bladderswijk is de maximaal toegestane diepgang 1,90 m, maar op het doodlopende deel vanaf de Bladderswijk tot aan het centrum van Klazienaveen is maximaal 1,10 m diepgang toegestaan.